# 近澤美歩
近澤 美歩（ちかざわ みほ、1973年12月21日 - ）は、第28回ミス日本グランプリ受賞者。タレント活動を経て、結婚引退後、飲食店経営。栃木県出身。

## 人物
1996年度・ミス日本コンテストグランプリ受賞。その後歌手・女優・タレントで活躍。1996年に写真集「ミュウ」を、1997年には、テレビ東京系アニメ「ケロケロちゃいむ」のエンディング主題歌である「サムシング」（作詞・歌手）出版。特に写真集は現役ミス日本グランプリ受賞者としては初の写真集（撮影は審査員だった会田我路）として話題にもなった。その後2000年に結婚し芸能界を退いた後、郷里・栃木県で和風料亭「まごころの味・ゆたか」の女将として活躍。4人の子の母親でもある。

## テレビ出演
- 2007年、テレビ朝日の情報番組「快感MAP」に「ミス日本の営む店」としてこの店が紹介され、近澤がグランプリとして受賞した同じ年に、ミスフォトジェニックを受賞した女医の西川史子が取材に訪れ、「ミス日本同級生」としての再会を楽しんだ。
- 2011年　映像体験!イッキ見シアター（関西テレビ放送）

歴代のミス日本グランプリ受賞者に対するインタビュー企画（先述の「まごころの味・ゆたか」にて収録）に家族そろって出演し、仕事で使う割烹着を着用した上で当時のたすき・ティアラを付けてインタビューに答え、受賞時の写真との比較、及び写真集も紹介された。
- 2014年　「ズバリお悩み解決!雨上がりよろず堂」（讀賣テレビ放送=関西ローカル）夫婦ともに出演。2014年ミス着物・尾崎優子の進路相談の参考資料としてインタビュー出演
- 同年　「私の何がイケないの?」（TBSテレビ）に「ミス日本の20年後は勝ち組なのか?」と題した特集にゲスト出演し、西川と共演。この時も当時のたすき（西川も着用）をつけて登場。
- 2015年　「明石家さんまの転職DE天職第4弾」（日本テレビ放送網）　ミス日本特集に出演し、インタビューのほか、スタジオにも登場し、四たび西川と共演した。
※このように同期の西川と共演することが多いが、西川がコメンテーターやタレントとして人気を集めるようになり、それとの比較対象にされることが多いためである。